# Marketenterihuset vid Rörstrands porslinsfabrik
Marketenterihuset vid Rörstrands porslinsfabrik var ett bostadshus för arbetarna vid Rörstrands porslinsfabrik i Vasastaden i Stockholm. Marketenterihuset var fritt beläget och låg på norra sidan utefter nuvarande Rörstrandsgatan i korsningen vid Birkagatan, ett kvarter från S:t Eriksplan vid Sankt Eriksgatan. Av de bostäder för arbetarna som fanns inom området och det villasamhälle som byggdes för fabrikens högre tjänstemän finns i dag ingenting kvar.
Den 7 oktober 1892 öppnades vid Rörstrands porslinsfabrik en matsal (ett marketenteri) för arbetarna vid fabriken på initiativ av disponenten vid fabriken. De anställda erbjöds att inhandla middagar på Kronobergsgatan och förtära dem i den nya matsalen. En helportion kostade 20 öre och en halvportion utan bröd kostade 15 öre. Marketenteriet kunde också användas som ett försäljnings- och serveringsställe. I marketenterihuset vid Rörstrands porslinsfabrik bodde inte bara arbetarfamiljer, utan också en och annan av fabrikens tjänstemän. Den mest betydande var arkitekten Erik Hugo Tryggelin, som var mycket betrodd och hade överinseendet över fabrikens fastigheter. Hans förnämsta uppgift var att rita mönster och modeller för själva porslinstillverkningen. Erik Hugo Tryggelin ritade också 4 hus, arbetarbostäder, åt Rörstrand AB i Birkastaden. Tryggelins fyra hus för Rörstrand skiljer sig från övrig bebyggelse genom en fasadutformning som går tillbaka till 1890-talet. Familjens son, Erik Tryggelin, som växte upp i marketenterihuset, blev med tiden en erkänd konstnär.
Huset var byggt av sten och hade två uppgångar, det hade en vacker exteriör och omslöts på båda flyglarna av välskötta trädgårdstäppor. Det hade två fulla våningar utefter hela sin längd och dessutom en vindsvåning, som på mitten var utformad som en frontespis med ett par lägenheter. Lägenheterna bestod av endast ett rum och kök, på ett par undantag när. Planlösningen var två lika stora rektanglar med ett fönster på ena kortsidan och en eldstad bestående av kakelugn eller spis på den andra sidan. Från den stora förstugan kom man direkt in i köket och någon tambur fanns inte. På vindsvåningens gavlar fanns också ett par bostadsrum. I den ena uppgången låg marketenteriet. Mitt emot huset låg Rörstrands gamla slott, som då sammanhängde med fabriksbyggnaderna och som nu utgör en del av Filadelfiakyrkan.
Till slottet hörde på den tiden en mycket vacker trädgård omgiven av ett rödmålat plank. Trädgården sträckte sig ända fram till nuvarande S:t Eriksgatan. Det som återstår idag av Rörstrands porslinsfabrik är en tipp med kasserat porslin. Fabriken låg i området mellan åren 1726 och 1926. Området fick officiellt namnet Vasastaden år 1926. I slutet av 1800-talet byggdes den riktiga bostadsbebyggelsen. Vid marketenterihuset utmed nuvarande Rörstrandsgatan låg några trädgårdstäppor, och på baksidan låg ytterligare några täppor. Täpporna var inramade av prydliga rutstaket av trä, ibland också av häckar, och i de flesta av dem fanns små lusthus, rikligt med blommor och en del köksväxter odlades där. I täpporna firade man sina högtidsdagar och på höstarna var det ibland kräftkalas med kulörta lyktor och bengaliska eldar.

## Tillaeus karta från 1733

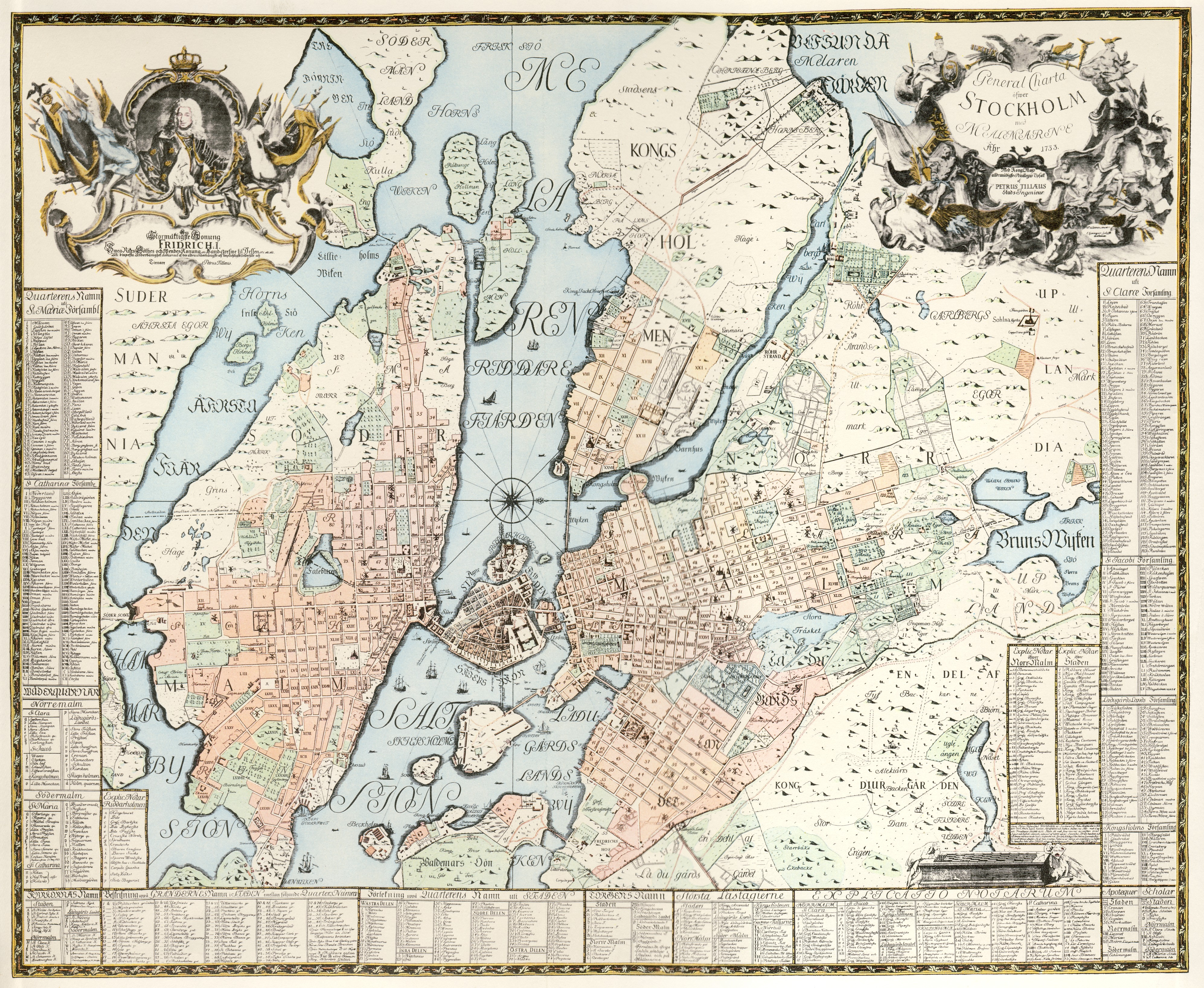
Petrus Tillaeus berömda Stockholmskarta från 1733.

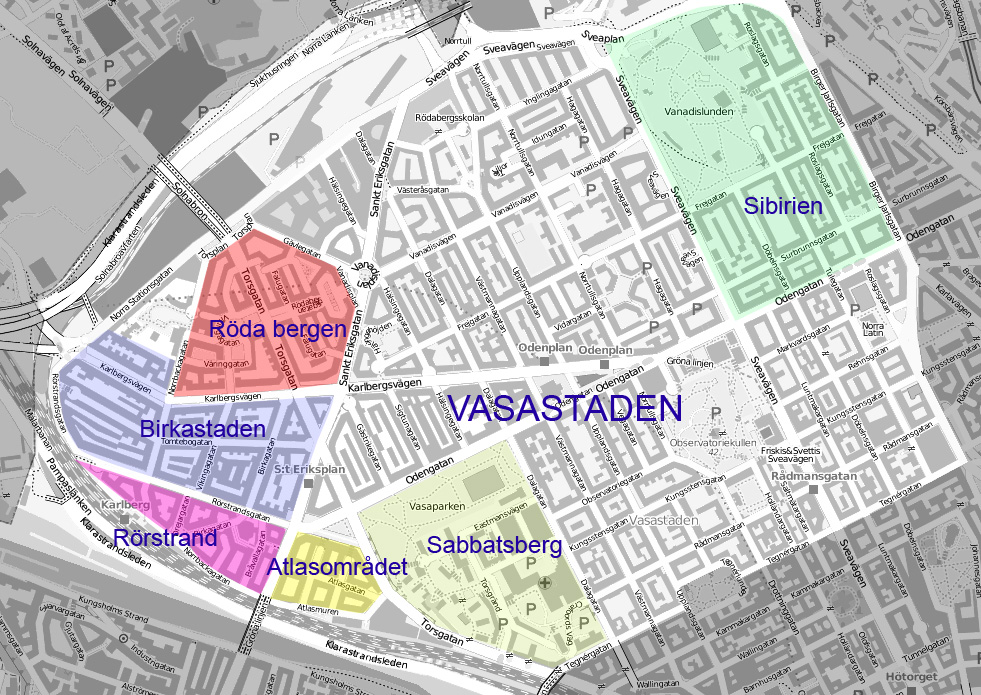
Vasasaden med delområdena Rörstrand, Birkastaden, Röda bergen, Atlasområdet Sibirien och Sabbatsberg färgmarkerade. Marketenteriet låg vid korsningen Rörstrandsgatan och Birkagatan i det blågråmarkerade området.

På Tillaeus karta från 1733 får man lätt en överblick hur en stockholmsk utkant som Rörstrand tedde sig vid denna tid. Slottet, fabriksbyggnaderna och ägorna är väl markerade. Hela det område, som idag ligger norr om Karlbergsvägen och väster om Odenplan samt delar av Birkastaden, utgjordes av Röhrstrands utmark. På Röhrstrands utmark började man på 1870-talet bygga det första bostadshuset i sten och tio år senare började man spränga berg, precis som man gjort på Södermalm och Kungsholmen. Det gällde att bana plats för de nya stadsdelarna i den växande staden och Birkastaden började också byggas.

## Historik om Rörstrandsgatan där marketenterihuset låg
Rörstrandsgatan utgjorde gräns till porslinsbruket Rörstrand där tillverkningen pågick från 1720-talet till 1920 och fabriken sedan revs 1926. Längs Rörstrandsgatan återfinns kvarter med namn som påminner om den forna porslinstillverkningen, till exempel Porslinsbruket, Stengodset, Gjutaren, Terrakottan, Fajansen, Leran och Ugnen. Kvar finns Rörstrands slott, vilket idag inhyser församlingslokaler åt Filadelfiaförsamlingen, Stockholm. Rörstrandsgatan har en parallell backe som leder ner till en gångtunnel under Klarastrandsleden. Sedan år 2003 finns ett nytt mekaniserat system som prövas i Stockholm. Parkeringshuset är Nordens första så kallade snurrhiss, P-snurran. Den ligger i Birkastan vid slutet av Rörstrandsgatan. Det är en av Sveriges första helautomatiska parkeringshus, det är ett italienskt patent och en vidareutveckling av hissystemet.

## Marketenterihuset i Rörstrandsområdet

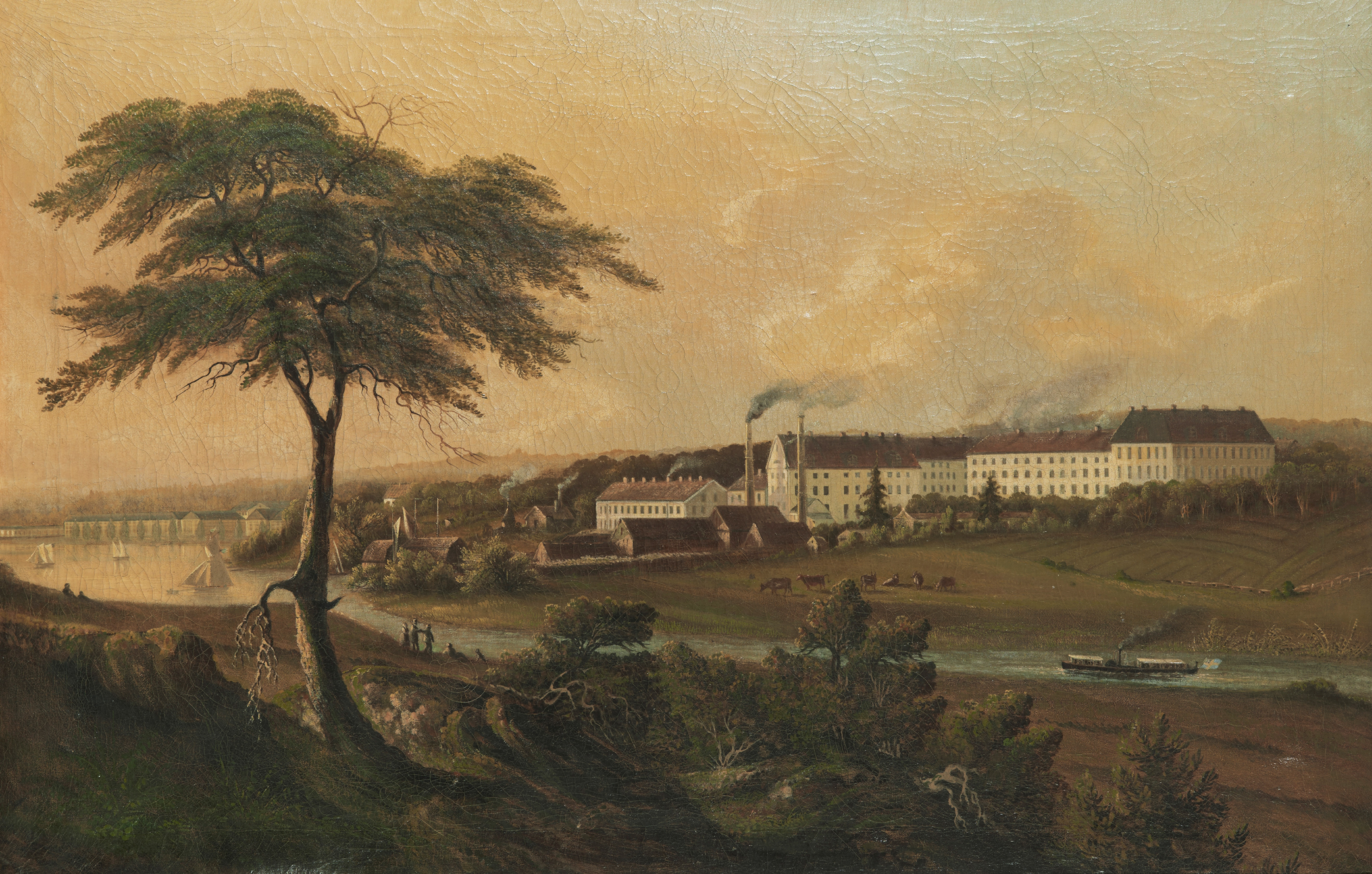
Rörstrands porslinsfabrik tidigt 1860-tal. År 1866 drogs sedan järnvägen genom Rörstrands fabriksområde. En ångbåt på Klara sjö syns till höger.

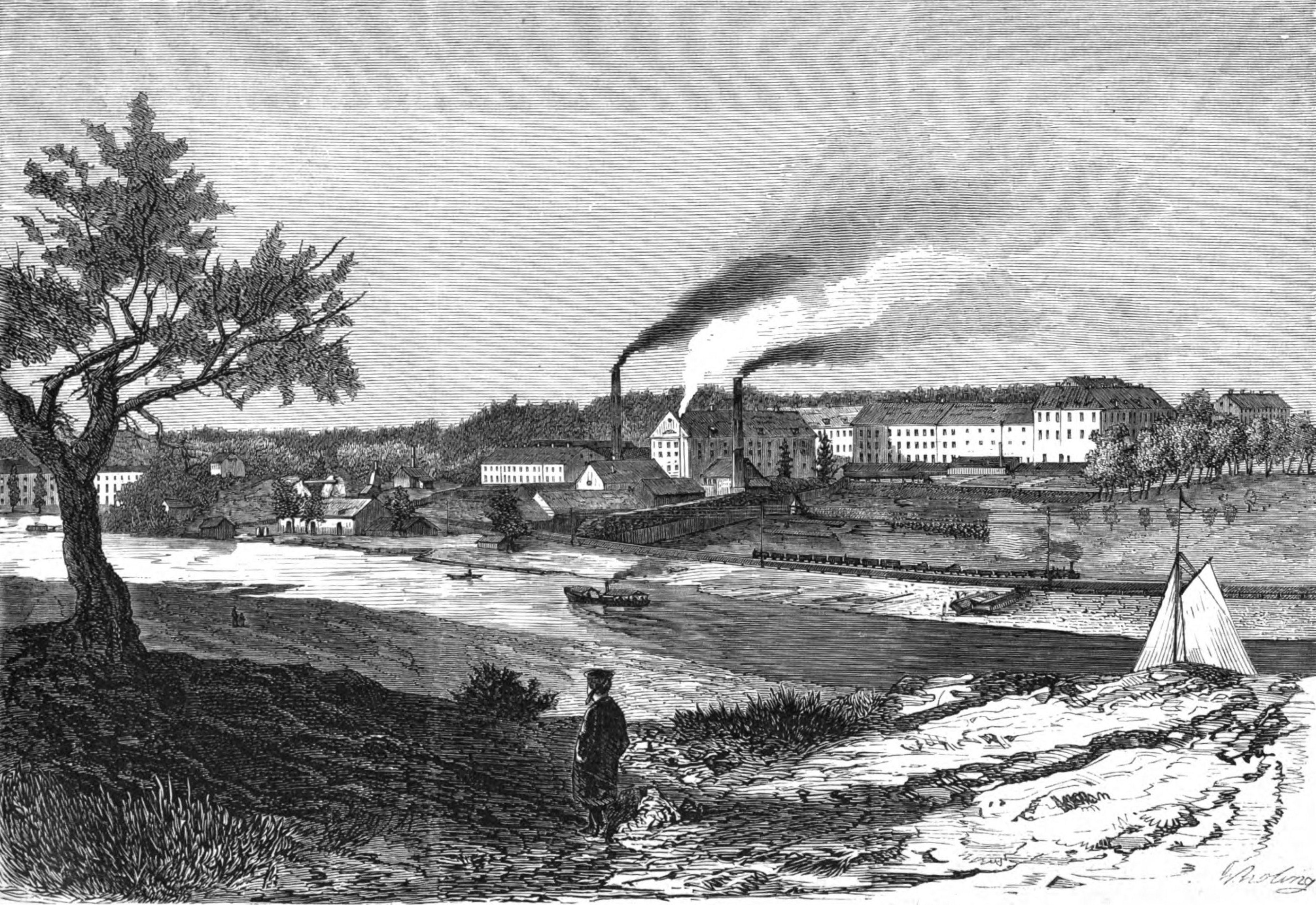
Rörstrands porslinsfabrik i Stockholm år 1870. Vy från Kungsholmslandet över Karlbergs slott och Rörstrands fabriker.

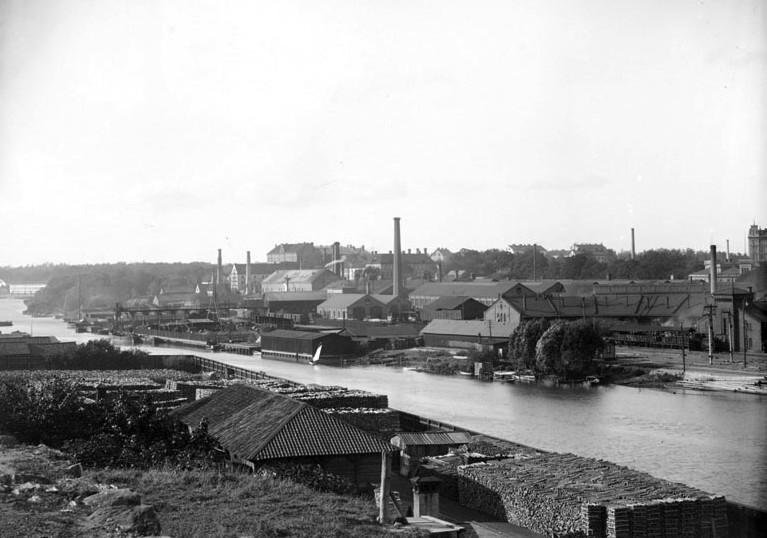
Rörstrands område med Rörstrands porslinsfabrik 1896. Foto: Ronnie Gustafsson. Källa: Stockholms stadsmuseum.

### Historik
På 1200-talet var Rörstrand en by som låg ungefär där Filadelfiakyrkan idag har sitt högkvarter, bara ett stenkast från Sankt Eriksplan. På 1720-talet planterades lindar på ömse sidor om vägen ända ut till Karlberg, vilka omsider kom att erhålla imponerande storlek. Söder om allén mot Rörstrands slott fanns odlade jordlotter.
Rörstrand var på medeltiden en by i trakten av dagens Sankt Eriksplan och förvaltad av Sankta Klara kloster. Rörstrands slott är från 1630-talet, men var redan på 1790-talet berövat sin yttre prakt. Den berömda porslinsfabriken fungerade här från 1720 och tvåhundra år framåt.
Området mellan Norrbackagatan och Rörstrandsgatan, väster om S:t Eriksgatan kallas Rörstrand. Ibland räknas Birkastaden och Rörstrand som ett och samma område. Namnet Rörstrand kommer från den sjö som låg här och där mängder av vassrör eller bladvass växte. Sjön var således beväxt med vassrör. Området finns omskrivet år 1288 då kung Magnus Ladulås gav bort det till Sankta Klara kloster. Resterna av sjön stensatte ryska krigsfångar på 1700-talet till Karlbergskanalen. En porslinsfabrik anlades här 1725 och den tog namn av området, Rörstrand och behöll sitt namn även då den flyttade härifrån på 1920-talet.
Bilden till höger visar en vy från Kungsholmslandet över Karlbergs slott och Rörstrands fabriker som det såg ut på 1870-talet. Från vänster till höger ses Karlbergs slott, två bostadshus, hus för flintugn och hus för kapselmassaberedning, två bostadshus, kakelmakarverkstad, maskinhus, gipskokeri, kvarnhus och slamhus, smedja, två verkstäder, materialförråd och längst till höger syns Rörstrands slott. 

## Bostadsbehovet för arbetarna
Fram till 1890-talet ökade antalet arbetare vid Rörstrand. Rörstrands porslinsfabrik hade ett stigande behov av kunnig arbetskraft och att lösa bostadsbehovet för sina arbetare hade man även egna vinster av. Bostadsfrågan ordnades av de båda disponenterna Gustaf Holdo Stråle af Ekna (1826–1896) och Robert Almström (1834–1911) för sina tjänstemän och sin arbetarstab. Bostäderna byggdes enligt Rörstrands planer i en modern engelsk inspirerad anda. De båda disponenterna byggde även villor till sig själva nere vid Klara sjö utefter det som idag är Klarabergsleden. Disponenten Holdo Stråle hade sin bostad och sitt kontor i slottet. Robert Almström lät bygga en egen villa, Parkvillan, på andra sidan järnvägen, ungefär där Karlbergs station ligger. I slottets bottenvåning hade viktigare tjänstemän lägenheter, även i olika byggnader och i ett par villor hade tjänstemännen lägenheter.
Bostäderna för arbetarna vid porslinsfabriken var betydligt enklare än de högre tjänstemännens. Det ingick i anställningsvillkoren att företaget höll arbetarna med bostäder eller att företaget lämnade hyresbidrag till de som bodde på andra platser i Stockholm. År 1871 fanns det mer än 80 boningsrum och 50 kök i bolagets ägo. Hela 416 lägenheter fanns i bolagets ägo år 1918. I de flesta fall var bostäderna på ett rum och kök, men de kunde också omfatta bara ett spisrum. Arbetarbostäderna vid Rörstrand inrymde år 1896 cirka 1 300 personer. Det fanns också, som ovan nämnts, ett gemensamt varmbadhus nedanför slottet och alldeles vid nuvarande järnvägen samt ett kallbadhus vid Klara sjö. Från 1700-talets mitt fanns redan de äldsta arbetarbostäderna på området, Fabriques Folkets hus Långa Raden.

## Villasamhälle för fabrikens högre tjänstemän
Av det villasamhälle för fabrikens högre tjänstemän som fanns inom området finns i dag ingenting kvar. Viktigare tjänstemän hade lägenheter i slottets bottenvåning, i olika byggnader och i ett par villor. Robert Almström lät bygga en egen villa, Parkvillan, i den så kallade Rörstrandsparken mellan järnvägen och Karlbergskanalen, på andra sidan järnvägen ungefär där Karlbergs station ligger, och disponenten Holdo Stråle hade sin bostad och sitt kontor i slottet.
Den sista villan, som låg på en bergknalle intill Karlbergs järnvägsstation, som var disponent Robert Almströms villa, eller Villa Rörstrand eller Stora Fabriksvillan, fanns kvar fram till mitten av 1960-talet, då den revs för järnvägens utbyggnad.
Disponent Robert Almström anställdes 1850 vid Rörstrands porslinsfabrik, han var direktör för Rörstrands porslinsfabrik 1893–1909. Efter studieresor utomlands anställdes han 1855 som förste verkmästare vid fabriken, och blev 1863 delägare och teknisk disponent. Efter 1893 var han både teknisk och administrativ ledare på fabriken. Under hans tid infördes flera nya tillverkningsmetoder och fabrikat, fabriken byggdes om, och tillverkningen mer än tiodubblades mellan 1855 och 1895. Den stora villan låg mellan järnvägen och sjön i en parkartad omgivning. Markägaren begärde att stadsplan skulle upprättas och förslag framlades 1914 och fastställdes 1917 för hela området norr om järnvägen. Kvarteren väster om Drejargatan bebyggdes först, och återstoden byggdes därefter sedan fabriken hade flyttat till Göteborg.
Under Robert Almströms tid nybyggdes även fabrikens många arbetarbostäder. Rörstrands fabrik revs 1926. Av det villasamhälle för fabrikens högre tjänsteman som fanns inom området finns i dag ingenting kvar. Den sista villan, disponent Robert Almströms villa, Villa Rörstrand eller Stora Fabriksvillan, fanns kvar på en bergknalle intill Karlbergs järnvägsstation fram till mitten av 1960-talet, då den revs för järnvägens utbyggnad. Disponent Robert Almströms villa låg på en bergklack mellan Karlbergs järnvägsstation och Klarastrandsleden. Kamrer Anderbergs villa och doktor Norblads villa revs på 1920-talet för att ge plats åt Norrbackagatans sträckning och fasadrad utefter järnvägen. I den gröna kilen mellan gatan och spåren finns ännu delar av trädgårdarna kvar såsom syrener vid kamrer Anderbergs lusthus nära cykelparkeringen.
Disponenten Gustaf Holdo Stråle hade efter 1850 börjat delta vid tillsynen av Rörstrands porslinsfabrik. Där var hans far stor delägare. Då hans far dog 1853 övertog han ledningen som disponent av fabriken och Robert Almström blev verkmästare från 1855. Stråle ägnade sig sedan med stor energi åt fabrikens utveckling. Viktigare tjänstemän hade lägenheter i slottets bottenvåning, i olika byggnader och i ett par villor.

## Historik trakten kring Rörstrands bruksområde

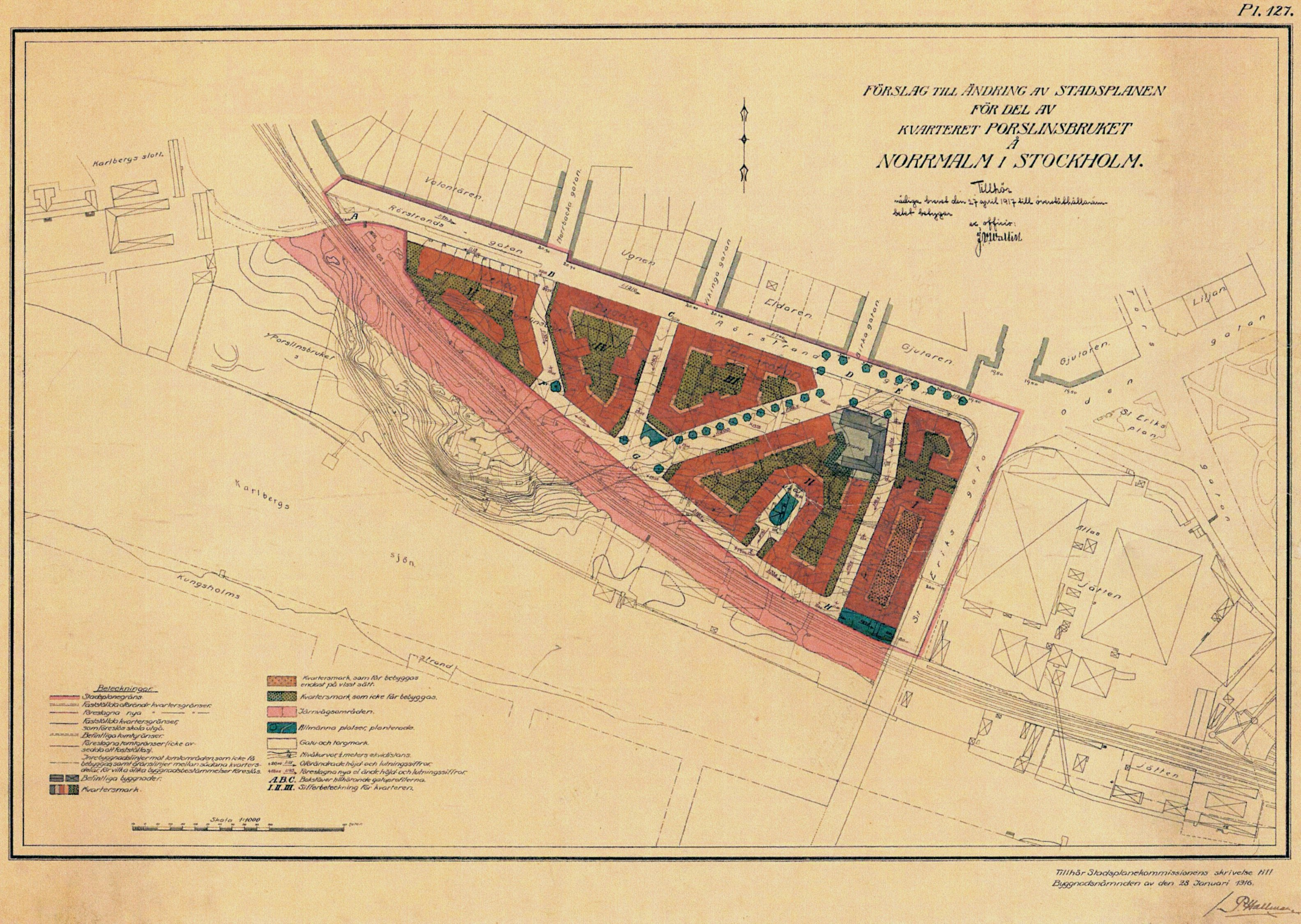
Stadsplan för kvarteret Porslinsbruket år 1917. Rörstrandsområdets stadsplan fastställdes 1917 och bebyggelsen tillkom till största delen under åren 1924–1930.

Porslinsfabriken disponerade ett stort markområde, kvarteret Porslinsbruket i 1879 års stadsplan som begränsades av  Rörstrandsgatan, Sankt Eriksgatan, Karlbergssjön och stadsgränsen mot Solna och genomkorsades av järnvägens spårområde. Det egentliga fabriksområdet omfattade mindre än hälften och låg längst i öster. Förutom att gatu- och kvartersnamnen påminner om Rörstrands porslinsfabrik finns den gamla tippen för porslinskross kvar. Den ligger till höger om gångbron från Birkastan till Karlbergs slott och betraktas nu som fornminne. Fabriken revs 1926.
Det sena 1800-talet blev för Rörstrand en period av kraftig expansion och kommersiella framgångar. Värdet av tillverkningen tiodubblades, och antalet anställda femdubblades till närmare 1 000. På det stora fabriksområdet i Stockholm, som 1866 klövs av den nya stambanedelen mot Uppsala, anlades bostäder för cirka 1 300 personer, kall- och varmbadhus, skola samt ledningsnät för gas och elektricitet. Anläggningen utvecklades till en komplett bruksmiljö efter delvis engelskt mönster med olika former av sociala kassor och andra personalinsatser men i förening med en auktoritär ledningsstil och starkt utvecklad hierarki på alla plan.
Karlbergsvägen hade ungefär samma sträckning som idag och benämndes "vägen till Carlberg".
Birkastan fick redan år 1886 sin stadsplan men byggandet satte fart först kring sekelskiftet, då Rörstrandsfabriken behövde nya arbetarbostäder i stället för de nedslitna "statarlängorna" man tidigare tillhandahållit. Birkastan exploaterades mycket snabbt. De flesta husen uppfördes kring sekelskiftet 1900. Här var ett eldorado för spekulationsbyggare. Kritiken i den samtida pressen mot den nya Birkastaden var nog så hård som den idag mot våra nya förstäder. En artikel i DN i september 1909 talar om "...gatorna ... erbjuda samma trista anblick som husen som kanta dem - de se halffärdiga ut, anlagda, som det synes, utan all tanke på snygghet och bekvämlighet." En upprörd insändare, om gatornas beskaffenhet, i samma tidning mars 1910 ifrågasätter under rubriken "En i smuts sjunkande stad" om det "är meningen att de beklagansvärda invånarna i den s.k. Birkastaden skola ömkligen omkomma, platt förgås och kväfvas i lervällingen." Det var inte bara gatorna i Birkastaden som gav ett halvfärdigt intryck - de i många fall oavslutade husbyggena bidrog till stadsdelens tråkiga anseende. År 1909 kunde en tidning notera att ett 10-tal byggen i Birkastaden låg nere.
Inom porslinsfabrikens område fanns på 1890-talet från dåvarande S:t Eriksgatan räknat från öster till väster Rörstrands slott gränsande till Bråvallagatan och nedanför slottet fanns ett varmbadhus som gränsade till järnvägen. Trakten kring Rörstrands bruksområde var på 1890-talet lantlig med bostäder för tjänstemän och arbetare spridda här och var. Det fanns ännu inga gatunamn, så att varje hus sin speciella benämning såsom till exempel Röda byggningen, Gamla skolhuset, Nya skolhuset, Berghuset, Lustigkulla, Fågelsången och Lerhuset. De stora obebyggda kvarteren bestod mest av potatisland. Väster om varmbadhuset låg sjöhuset gränsande till nuvarande Norrbackagatan. Sydöst om järnvägen låg en tvättstuga och ett kallbadhus nere vid Klara sjö. Längre österut låg fabrikör Robert Almströms villa söder om järnvägen, vid det som idag är Klarastrandsleden eller Stockholms nord-sydaxel.
Väster om porslinsfabriksområdet låg norr om järnvägen kamrer Anderbergs villa och litet längre ut åt nordväst låg Doktor Norblads villa utefter Norrbackagatan mellan Rörstrandsgatan och järnvägen. Doktor Jacob August Norblad var kemist vid Rörstrands porslinsfabrik. De gamla syrenbuskarna i gröna remsan mellan gatan och järnvägen är resterna av en kamrer Anderbergs trädgård med sjötomt, idag vid Karlbergs station med adress Norrbackagatan 1. Anderbergs villa revs redan på 1910-talet. På andra sidan söder om järnvägen låg fabrikör Almströms villa. Mellan Karlbergsvägen och Rörstrandsgatan låg på de olika höjderna Gamla skolhuset låg väster om Birkagatan, Röda byggningen låg mellan Birkagatan och Vikingagatan, Berghuset och Lustigkulla låg söder om Tomtebogatan, Nya Skolhuset låg öster om Norrbackagatan och Småhusen och Skogshusen låg vid Tomtebogatan. Utefter Karlbergsvägen låg flera Handelsbodar och Bageri samt Rörstrands Missionshus. Norr om Karlbergsvägen låg arbetarbostäder, Skolhusen, Fågelsången och Lerhuset. Husen innehöll flera lägenheter, ofta var det bara ett enda rum utan kokspis. I regel var bostäderna mycket primitiva. Fabriken lät uppföra flera moderna bostadshus för de fabriksanställda en bit in på 1900-talet. Mellan Norrbackagatan och Birkagatan går idag Robert Almströmsgatan i en båge.